# سازمان امنیت و همکاری اروپا
سازمان امنیت و همکاری اروپا (به انگلیسی: Organization for Security and Co-operation in Europe یا به اختصار OSCE) بزرگ‌ترین سازمان بین‌دولتی یا بین‌المللی حول مسائل امنیتی است. فعالیت‌های آن شامل کنترل اسلحه، حقوق بشر، آزادی مطبوعات و انتخابات آزاد و منصفانه است.
شکل‌گیری سازمان امنیت و همکاری اروپا با برگزاری کنفرانسی در سال ۱۹۷۳ تحت عنوان «امنیت و همکاری در اروپا»، برای بحث میان شرق و غرب آغاز شد. این کنفرانس در اول اوت سال ۱۹۷۵ در کنفرانس خلع سلاح هلسینکی پایتخت فنلاند با شرکت نمایندگان ۳۵ کشور عضو تشکیل شد. بعد از پایان جنگ سرد در نشست بوداپست در سال ۱۹۹۴ به «سازمان امنیت و همکاری اروپا» تغییر نام داد.
با آن که این سازمان اروپایی است اما شماری از کشورهای حوزه مدیترانه، آمریکا و آسیا هم عضویت این سازمان را دارند.

## تاریخچه

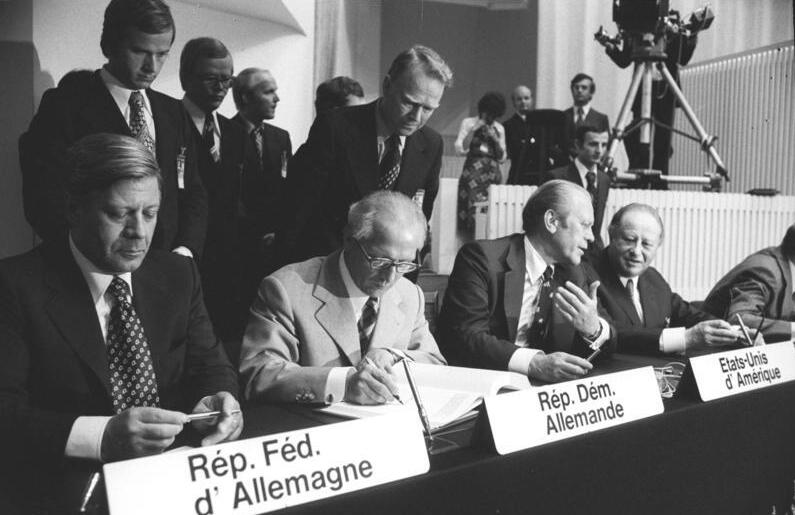
هلموت اشمیت، اریش هونکر، جرالد فورد و برونو کرایسکی در اجلاس سران CSCE در ۱۹۷۵ در هلسینکی، فنلاند.

ریشه تشکیل این سازمان درکنفرانس امنیت و همکاری اروپا در سال ۱۹۷۳ بود. از سالهای ۱۹۵۰ صحبت‌هایی دربارهٔ گروه‌بندی امنیتی می‌شد اما جنگ سرد مانع پیشبرد آن می‌شد تا آنکه در نوامبر ۱۹۷۲ مذاکراتی در دیپولی در اسپو برگزار شد. مذاکرات به پیشنهاد اتحاد جماهیر شوروی سوسیالیستی شروع شد که می‌خواست از مذاکرات برای ابقای کنترل خود بر کشورهای کمونیست در شرق اروپا بهره گیرد و رئیس‌جمهور فنلاند اورهو ککونن میزبان مذاکرات بود تا سیاست بیطرفی خود را تقویت کند. غرب اروپا اما این مذاکرات را وسیله ای برای کاهش تنش در منطقه دید که همکاری اقتصادی و پیشرفت انسانی را برای مردم بلوک شرق می‌دید.
توصیه‌های مذاکرات در کتابی تحت عنوان «کتاب آبی» مبنای عملی یک کنفرانس سه مرحله ای ینام «پروسه هلسینکی» شد.

## زبان
شش زبان کاری در سازمان امنیت و همکاری اروپا عبارتند از: انگلیسی، فرانسوی، اسپانیایی، آلمانی، ایتالیایی و روسی.

## ترکیب و نهادها
مسیر سیاسی این سازمان در اجلاس‌های عمومی توسط رهبران کشورهای عضو مشخص می‌گردد. تشکیل اجلاس‌ها بصورت منظم یا طبق برنامه خاص نیست و هرگاه نیاز باشد تشکیل می‌شود. آخرین اجلاس عمومی این سازمان در اول و دوم دسامبر ۲۰۱۰ در شهر آستانه در قزاقستان بود.